# Ordine del Re Drago
L'Ordine del Re Drago è un ordine cavalleresco del Bhutan.

## Storia
L'Ordine è stato fondato il 7 novembre 2008 dal Re Jigme Khesar Namgyel Wangchuck per ricompensare coloro che hanno mostrato in tutta la vita, devozione alla nazione e al popolo di Bhutan.

## Classi
L'Ordine dispone delle seguenti classi di benemerenza:
- Cavaliere di I Classe.
- Cavaliere di II Classe.

## Insegne
- Il distintivo e la stella sono i seguenti Foto.
- Il nastro è arancione chiaro con bordi bianchi e arancione scuro.

Le insegne vengono portate nei seguenti modi:
In abito nazionale bhutanese:
I Classe: distintivo su un nastro al collo di grandi dimensioni e una stella su un nastro a medaglia sul petto a sinistra.
II Classe: distintivo indossato ad un nastro da collo di grandi dimensioni.
In abito europeo o uniforme:
I Classe: distintivo che pende da una fascia e stella al seno (senza nastro) sul seno sinistro.
II Classe: distintivo appeso a una fascia.

## Insigniti notabili
- Ashi Kesang Choden, Regina Nonna del Bhutan (I Classe, 16 novembre 2008).
- Je Thrizur Tenzin Dendup, Maestro Buddhista del Bhutan (I Classe, 16 novembre 2008).
- Je Khenpo Trulku Ngawang Jigme Choedra, Capo Abate del Corpo Centrale Monastico del Bhutan (I Classe, 17 dicembre 2018).
- Narendra Modi, Primo ministro dell'India (I Classe, 17 dicembre 2021).